# Chiyo Miyako
Chiyo Miyako (Wakayama, 2 mei 1901 – Yokohama, 22 juli 2018) was een Japanse supereeuwelinge en was de drie laatste maanden van haar leven de oudste persoon ter wereld. Ze behoort tot de tien oudste personen die ooit geleefd hebben. Miyako was tot haar dood woonachtig in Yokohama, de hoofdstad van de prefectuur Kanagawa. Sinds 15 december 2017, toen in Spanje de 116-jarige Ana María Vela Rubio overleed, was ze de laatste nog levende mens uit het jaar 1901.
Na het overlijden van de eveneens 117-jarige Nabi Tajima op 21 april 2018 werd ze als toen bijna 117-jarige de oudste persoon ter wereld. Miyako was de eerste oudste nog levende mens die geboren werd in de twintigste eeuw, aangezien Tajima tot haar dood officieel nog als enige geboren was in de negentiende eeuw.
Chiyo Miyako staat tevens bekend als de oudste persoon ooit die een operatie onderging: op 8 mei 2017, zes dagen na haar 116e verjaardag, werd haar linkerbeen geamputeerd.